# Rodesia del Sur en los Juegos Paralímpicos de Tel Aviv 1968
Rodesia del Sur (actualmente Zimbabue) estuvo representada en los Juegos Paralímpicos de Tel Aviv 1968 por un total de 14 deportistas, siete hombres y siete mujeres.

## Medallistas
El equipo paralímpico obtuvo las siguientes medallas:
| Nombre               | Deporte       | Evento                                       |
| -------------------- | ------------- | -------------------------------------------- |
| Oro                  |               |                                              |
| Jacqueline Thompson  | Atletismo     | Peso B femenino                              |
| Sandra Coppard       | Natación      | 25 m braza incompleta clase 1 femenino       |
| Sandra Coppard       | Natación      | 25 m libre incompleta clase 1 femenino       |
| Leslie Manson-Bishop | Natación      | 50 m braza completa clase 4 masculino        |
| Leslie Manson-Bishop | Natación      | 50 m espalda completa clase 4 masculino      |
| Andrew James Scott   | Natación      | 50 m braza incompleta clase 4 masculino      |
| Plata                |               |                                              |
| Gesina Smit          | Atletismo     | Jabalina C femenino                          |
| Virginia Tomlinson   | Natación      | 25 m braza incompleta clase 2 femenino       |
| Jacqueline Thompson  | Natación      | 50 m libre incompleta clase 3 femenino       |
| Avril Davis          | Natación      | 50 m espalda clase 5 (cauda equina) femenino |
| Glynn Griffiths      | Natación      | 25 m braza incompleta clase 1 masculino      |
| Peter Goldhawk       | Natación      | 50 m espalda incompleta clase 3 masculino    |
| Andrew James Scott   | Natación      | 50 m espalda incompleta clase 4 masculino    |
| Bronce               |               |                                              |
| Avril Davis          | Atletismo     | Peso D femenino                              |
| Leslie Manson-Bishop | Atletismo     | Pentatlón completo masculino                 |
| Virginia Tomlinson   | Natación      | 25 m libre incompleta clase 2 femenino       |
| Jacqueline Thompson  | Natación      | 50 m espalda incompleta clase 3 femenino     |
| Glynn Griffiths      | Natación      | 25 m espalda incompleta clase 1 masculino    |
| David Holland        | Natación      | 25 m libre incompleta clase 1 masculino      |
| Sandra Coppard       | Tenis de mesa | Individual A1 femenino                       |